# Bruto društveni proizvod
Bruto društveni proizvod ili GNP (eng. Gross National Product) je najsveobuhvatnija mjera ukupne proizvodnje dobara i usluga nekog društva. On je zbroj novčane vrijednosti osobne potrošnje (C), bruto investicija (I), državnih kupovina dobara i usluga (G), neto izvoza (X) (razlika uvoza i izvoza) i neto faktorskih plaćanja (NFP).
GNP = C + I + G + X + NFP
GNP se koristi u različite svrhe, no najvažnija je ona kojom mjerimo dostignuća gospodarstva.